# Курт Кальмукофф
Курт Кальмукофф (нім. Kurt Kalmukoff; 10 лютого 1892, Грауденц, Німецька імперія — 13 серпня 1941, Звонець, БРСР) — німецький воєначальник, генерал-лейтенант вермахту.

## Біографія
15 березня 1910 року вступив в 128-й піхотний полк. Учасник Першої світової війни, командир взводу і роти 5-го резервного піхотного і 128-го піхотного полків. 1 жовтня 1919 року прийзнваний в 102-й піхотний полк. З 1 жовтня 1920 року — командир роти 4-го піхотного полку. З 1 січня 1928 року — інструктор піхотного училища. З 1 серпня 1933 року — командир 3-го батальйону 4-го піхотного полку. З 1 жовтня 1936 року — директор курсу військового училища Мюнхена. З 26 серпня 1939 року — командир 162-го піхотного полку, з 22 травня 1941 року — 31-ї піхотної дивізії. Загинув у бою.

## Звання
- Фанен-юнкер (15 березня 1910)
- Фенріх (16 листопада 1910)
- Лейтенант (18 серпня 1911)
- Оберлейтенант (18 серпня 1915)
- Гауптман (18 серпня 1918)
- Майор (1 жовтня 1931)
- Оберстлейтенант (1 жовтня 1934)
- Оберст (1 квітня 1937)
- Генерал-майор (1 квітня 1941)
- Генерал-лейтенант (1 серпня 1941, посмертно заднім числом)

## Нагороди
- Залізний хрест 2-го і 1-го класу
- Ганзейський хрест (Гамбург)
- Королівський орден дому Гогенцоллернів, лицарський хрест з мечами
- Нагрудний знак «За поранення» в чорному
- Почесний хрест ветерана війни з мечами
- Медаль «За вислугу років у Вермахті» 4-го, 3-го, 2-го і 1-го класу (25 років)
- Застібка до Залізного хреста 2-го і 1-го класу